# Калманович, Анастасия Николаевна
Анастаси́я Никола́евна Калмано́вич (урожд. Наталья Николаевна Брилёва; род. 12 июля 1972 года, Кедайняй, Литовская ССР, СССР) — российская актриса и музыкальный продюсер.

## Биография и карьера
Дочь капитана 128 военно-транспортного авиационного полка ВТА ВВС (г. Паневежис, Литва) Николая Петровича Брилёва, погибшего 11 декабря 1988 года в авиакатастрофе близ Ленинакана. Училась в Латвийском университете и на факультете журналистики Института современного искусства.
Возглавляла фирму «ВИП-концерт». В 2000—2003 годах была продюсером певицы Земфиры.
В 2003 году стала продюсером группы «Токио».

## Личная жизнь
Была замужем за предпринимателем Шабтаем Калмановичем, в этом браке у Анастасии родилась дочь Даниэлла (род. 1998), которая долгое время жила в Израиле на попечении у единокровной сестры Лиат. В настоящее время замужем за продюсером и диджеем Фёдором Фоминым, в этом браке родился второй ребёнок сын актрисы Тихон (род. 11 февраля 2010).

## Избранная фильмография
- 2002 — В движении — Ольга
- 2003 — Стилет
- 2004 — На вираже — Светлана Корнилова
- 2004 — Человек-амфибия. Морской дьявол — журналистка из США Джинни
- 2005 — Обречённая стать звездой — Майя Баринова
- 2006 — Псевдоним «Албанец» — Хельга
- 2007 — Самый лучший фильм — секретарша в приёмной секретаря Бога
- 2008 — Ранетки — Елизавета Федотова
- 2008 — Королева льда — Светлана
- 2009 — Ловушка для спеца — Марта
- 2009 — Универ — преподавательница философии (86 серия)